# Menophra maderae
Menophra maderae là một loài bướm đêm trong họ Geometridae.